# Gail Lerner
Gail Deborah Lerner (* 1970 in Woodbridge, Connecticut) ist eine US-amerikanische Filmregisseurin, Drehbuchautorin und Filmproduzentin. Gemeinsam mit ihrem Mann Colin Campbell war sie für den Kurzfilm Seraglio 2001 für einen Oscar nominiert.

## Leben und Karriere
Gail Lerner wurde 1970 als eine von drei Töchtern des Ehepaares Roslyn Lerner (geborene Cohen) und Howard Lerner in Woodbridge geboren.
Sie studierte bis 1992 am Swarthmore College Theater. Später lernte sie Colin Campbell kennen, mit dem sie 1997 von New York City nach Los Angeles zog. Beide schrieben das Drehbuch für die unter ihrer Regie entstandene Kurzfilmkomödie Seraglio, die beim Festival des amerikanischen Films 2000 als Bester Kurzfilm ausgezeichnet wurde. Bei der Oscarverleihung 2001 war der Film als Bester Kurzfilm nominiert.
In den nächsten Jahren verfasste Lerner zahlreiche Drehbücher für Episoden von Fernsehserien wie Will & Grace, Andy Barker, P.I., Worst Week und Ugly Betty. Für mehrere der Serien fungierte sie auch als Producer bzw. Executive Producer. Ab Anfang der 2010er Jahre übernahm sie auch die Regie einzelner Episoden der Serien. Parallel entstanden weitere Kurzfilme. Seit dem Jahr 2014 arbeitete Lerner hauptsächlich an Drehbüchern für die Comedy-Serie Black-ish, für die sie auch als Co-Executive Producer bzw. Executive Producer fungierte. Seit dem Jahr 2016 übernahm sie auch die Regie einzelner Episoden der Serie.
Ihre Arbeiten an den Fernsehserien Will & Grace und Black-ish brachten ihre mehrere Nominierungen für den Emmy ein.
Aus ihrer 1997 geschlossenen Ehe mit Colin Campbell gingen zwei Kinder hervor, die beide bei einem Verkehrsunfall im Juni 2019 getötet wurden, bei dem auch Campbell schwer und Lerner leicht verletzt wurden. Die erste Folge der sechsten Staffel von Black-ish ist beiden Kindern gewidmet.

## Filmografie (Auswahl)
Regie
- 2000: Seraglio (Kurzfilm)
- 2012: Happy Endings (Fernsehserie, 1 Episode)
- 2013: Girls Season 38 (Kurzfilm)
- 2014: Trophy Wife (Fernsehserie, 1 Episode)
- 2015: Raise the ToyGantic (Kurzfilm)
- 2016: Awkward – Mein sogenanntes Leben (Awkward, Fernsehserie, 1 Episode)
- 2016: Odd Mom Out (Fernsehserie, 2 Episoden)
- 2018: Grace and Frankie (Fernsehserie, 1 Episode)
- 2016–2020: Black-ish (Fernsehserie, 7 Episoden)
- 2022: Im Dutzend noch billiger (Cheaper by the Dozen)

Drehbuch
- 1999: The Brian Benben Show (Fernsehserie, 1 Episode)
- 2000: Seraglio (Kurzfilm)
- 2000–2001: Der Club der nicht ganz Dichten (The Trouble with Norma, Fernsehserie, 2 Episoden)
- 2000–2006: Will & Grace (Fernsehserie, 10 Episoden)
- 2001: The Weber Show (Fernsehserie, 2 Episoden)
- 2001: Inside Schwartz (Fernsehserie, 3 Episoden)
- 2002: Dirty Diamonds (Kurzfilm)
- 2003: Dazzling Spirit
- 2003: Tan Lines: The Making of Suntanned Bikini (Kurzfilm)
- 2004: The Sensual Lover of Bindalele (Kurzfilm)
- 2007: Andy Barker, P.I. (Fernsehserie, 1 Episode)
- 2007–2008: Back to You (Fernsehserie, 3 Episoden)
- 2008–2009: Worst Week (Fernsehserie, 3 Episoden)
- 2009–2010: Ugly Betty (Fernsehserie, 2 Episoden)
- 2010: Open Books (Fernsehfilm)
- 2011–2012: Happy Endings (Fernsehserie, 5 Episoden)
- 2012: Ben and Kate (Fernsehserie, 1 Episode)
- 2013: Girls Season 38 (Kurzfilm)
- 2013–2014: Trophy Wife (Fernsehserie, 2 Episoden)
- 2014–2019: Black-ish (Fernsehserie, 11 Episoden)
- 2015: Raise the ToyGantic (Kurzfilm)

Produktion
- 2001–2002: Inside Schwartz (Fernsehserie, 12 Episoden, Co-Producer)
- 2002–2006: Will & Grace (Fernsehserie, 95 Episoden, Producer bzw. andere ausführende Produzententätigkeiten)
- 2007–2008 Back to You (Fernsehserie, 15 Episoden, Co-Executive Producer)
- 2008: Pants on Fire (Executive Producer)
- 2010: Ugly Betty (Fernsehserie, 3 Episoden, Co-Executive Producer)
- 2011–2012: Happy Endings (Fernsehserie, 20 Episoden, Co-Executive Producer)
- 2013–2014: Trophy Wife (Fernsehserie, 21 Episoden, Co-Executive Producer)
- 2013: Girls Season 38 (Kurzfilm, Executive Producer)
- 2014–2020: Black-ish (Fernsehserie, 85 Episoden, Co-Executive Producer bzw. Executive Producer)
- 2015: Raise the ToyGantic (Kurzfilm, Executive Producer)